# ماركسية استقلالية

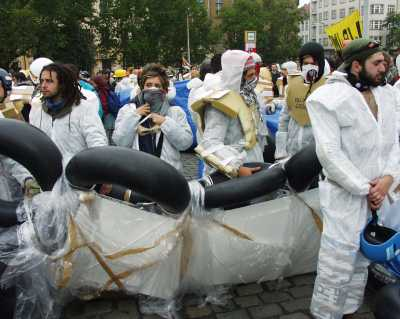
أعضاء المنظمة الإيطالية توت بيانكي.

الماركسية الاستقلالية أو الاستقلالية الذاتية هي مجموعة من الحركات والنظريات الاجتماعية والسياسية اليسارية المعادية للسلطة. ظهرت الاستقلالية كبناء نظري أول ما ظهرت في ستينات القرن العشرين بإيطاليا، من قِبل العمالية الشيوعية. أصبحت الميول البعد-ماركسية والأناركية فيما بعد بارزة بعد تأثير الموقفيين، وفشل حركات اليسار المتطرف الإيطالية في سبعينات القرن العشرين، وظهور عدد من المنظرين الهامين، كأنطونيو نيغري الذي شارك عام 1969 في تأسيس جماعة قوة العمال (Potere Operaio)، وكذلك ماريو ترونتي، باولو فيرنو، وفرانكو بيراردي.
يلخص جورجي كاتسيافيكاس أشكال الحركات الاستقلالية قائلا: «على النقيض من القرارات المركزية وهياكل السلطة التراتبية الخاصة بالمؤسسات الحديثة، فإن الحركات الاستقلالية الاجتماعية تتضمن أناسا يتخذون قراراتهم التي تؤثر في حياتهم اليومية بشكل مباشر. فهم يسعون إلى توسعة الديمقراطية ومساعدة الأفراد على كسر قيود الهياكل السياسية وأنماط السلوك المفروضة من خارجهم». وبذلك فقد نودي لاستقلال الحركات الاجتماعية عن الأحزاب السياسية
أثرت الماركسية الاستقلالية في الاستقلالية الألمانية والهولندية، وحركة المركز الاجتماعي، ولها تأثير في وقتنا الحالي بإيطاليا، فرنسا، ويقل هذا التأثير في الدول الناطقة بالإنجليزية. يتفاوت أولئك الذين ينسبون أنفسهم للاستقلالية الذاتية من التيار الماركسي وحتى الأناركي.

## أصل الكلمة
يتكون المصطلح في اللغة اليونانية من شقين: أوتو (αὐτο)، ويعني «ذاتي»، ونوموس (νόμος)، ويعني «قانون»، ومن ثم فإن دمج الشقين يعني «ذلك الذي يعطي نفسه قانونه الخاص». وفقا لهذه النظرة، فإن الاستقلالية الذاتية لا تشير إلى نمط الحياة المستقلة على نحو مكتفٍ ذاتيا ومنعزل عن المجتمع، بل إن المصطلح يشير إلى حياة المرء في مجتمع وفق حكمه الخاص. رغم أن فكرة الاستقلالية الذاتية كانت غريبة على اليونانيين القدماء، إلا أن أرسطو أقر المفهوم بشكل غير مباشر، وقد قال أرسطو أن الوحوش والآلهة وحدهم من يستطيعون أن يكونوا مستقلين وبعيدين عن المجتمع، بينما عرف كانط التنوير بأنه استقلالية الفكر وجملته الشهيرة «تجرأ على المعرفة».

## النظرية الاستقلالية الماركسية
على عكس أشكال الماركسية الأخرى، تؤكد الماركسية الاستقلالية على قدرة طبقة العمال على فرض تغييرات على تنظيم النظام الرأسمالي، بشكل مستقل عن الدولة، الاتحادات العمالية، أو الأحزاب السياسية. يعطي الاستقلاليون الذاتيون لتنظيم الأحزاب السياسية اهتماما أقل مما يفعل باقي الماركسيون، فهم يركزون بدلا من ذلك على السلوك المنظم ذاتيا، بعيدا عن هياكل التنظيم التقليدية. وبالتالي، تعتبر الماركسية الاستقلالية نظرية دنيا-عليا، إذ إنها تلفت الانتباه إلى الأنشطة التي يراها الاستقلاليون الذاتيون على انها مقاومة الطبقة العاملة اليومية للرأسمالية، والتي من أشكالها: التغيب عن العمل، العمل البطيء، التكيف الاجتماعي في مكان العمل، الأعمال التخريبية، وغيرها من الأنشطة الهدّامة.
يتشابه الماركسيون الاستقلاليون في رؤيتهم لصراع الطبقات على أنه الشأن الأكثر أهمية، لكنهم يمتلكون تعريفا أوسع للطبقة العاملة، مقارنة بباقي الماركسيين. فقد أضافوا إلى هذا التصنيف، ليس العمال المأجورين فحسب (سواء ذوي الياقات البيضاء أو الزرقاء)، بل غير المأجورين أيضا (مثل الطلاب، العاطلين، ربات المنازل، وغيرهم)، والذين قد جرت العادة على حرمانهم من أي شكل من أشكال التمثيل الاتحادي.
طور أوائل المنظرين (مثل ماريو ترونتي، أنطونيو نيغري، سيرجيو بولوغنا، وباولو فيرنو) مفهومي العمالة اللامادية والاجتماعية، موسعا بذلك مفهوم العمالة الماركسي ليشمل المجتمع بأكمله. وقد أشاروا إلى أن ثروة المجتمع الحديث تُنَج من قبل عمل جماعي غير خاضع للمساءلة، وأن قليلا من هذه الثروة يعاد توزيعه على العمال في صورة أجور. أكد استقلاليون ذاتيون إيطاليون آخرون –وبخاصة النسويات، مثل مارياروسا داللا كوستا وسيلفيا فيديريشي– على أهمية النسوية وقيمة العمالة النسائية غير المدفوعة إلى المجتمع الرأسمالي.
يقول أحد مفكري الحركة، مايكل رايان:

## الاستقلالية الذاتية الإيطالية
يشار إلى الماركسية الاستقلالية في إيطاليا بمصطلح «أوبيرايسمو»، الذي يعني حرفيا «العُمَّالية»، وقد ظهر المصطلح لأول مرة بإيطاليا في مطلع الستينات. يمكن القول بأن ظهور الاستقلالية الذاتية المبكرة يرجع إلى استياء عمال قطاع السيارات في تورينو من اتحادهم، والذي توصل إلى اتفاق مع شركة فيات. كانت خيبة أمل أولئك العمال من التنظيم الممثل لهم، إلى جانب أعمال الشغب الناجمة عن ذلك (خصوصا تلك التي نشبت عام 1962 من قبل عمال فيات في تورينو، «أحداث بياتزا ستاتوتو»)، عاملا محوريا في تطور نظرية عن تمثيل العمالة المنظمة ذاتيا، بعيدا عن التمثيل التقليدي كما هو حال النقابات المهنية.
في عام 1969، كان نهج الأوبيرايسمو نشطا عند جماعتين مختلفتين، وهما النضال المستمر (لوتّا كونتينوا)، بقيادة أدريانو سوفري (والتي كان لها منشأ روماني كاثوليكي ثقافي بارز جدا)، وقوة العمال (بوتيري أوبيرايو)، بقيادة أنطونيو نيغري، فرانكو بايبيرنو، أوريستي سكالزون، وباليريو موروشي. كان ماريو كابانّا قائدا ذو هيبة لحركة ميلان الطلابية، والتي كان لها نهج ماركسي لينيني كلاسيكي بشكل أكبر.

## المؤثرون
من خلال الترجمات التي أتاحها دانيلو متالدي وغيره، تمكن الاستقلاليون الذاتيون الإيطاليون من الاستفادة بأبحاث النشطاء في الولايات المتحدة، والتي اجراها تيار جونسون-فوريست، وفي فرنسا بواسطة جماعة الاشتراكية أم البربرية. درس تيار جونسون-فوريست حياة الطبقة العاملة ونضالاتها في مجال صناعة السيارات بالولايات المتحدة، وأصدروا كتيبات، منها «العامل الأمريكي» (1947)، «نهاية ساعات العمل» (1952)، و«رؤساء الاتحادات والاضطرابات المفاجئة» (1955). وقد ترجمت هذه الأعمال إلى الفرنسية بواسطة جماعة الاشتراكية أم البربرية، ونشرت بالتسلسل في جريدتهم. وقد بدأوا هم أيضا بالتحقيق والكتابة عن ما كان يحدث داخل بيئات عملهم (في مصانع السيارات ومكاتب التأمين).
كانت جريدة الدفاتر الحمراء، الصادرة بين عامي 1961 و1965، وخليفتها جريدة الطبقة العاملة، الصادرة بين عامي 1963 و1966، تأثير في تطور الاستقلالية الذاتية المبكرة. وقد كان رانيرو بانزيري، ماريو ترونتي، وتوني نيغرو من أهم المتعاونين.

## الضغط المباشر
بداية من عام 1966 الذي قُتل فيه الطالب باولو روسّي على يد الفاشيين الجدد في جامعة روما، انخرطت الحركات الطلابية، ومن بينها حركة اندياني ميتروبوليتاني، في أعمال ضغط مباشرة تضمنت أعمال شغب واحتلالات، إلى جانب أنشطة سلمية أخرى مثل الاختزال الذاتي، والتي يقوم فيها الأفراد برفض دفع كلفة الخدمات والبضائع، كالنقل العام، الكهرباء، الغاز، الإيجار، والطعام. وقد وقعت صدامات عديدة بين الطلاب والشرطة أثناء احتلالات الجامعات في شتاء 1967-1968، وأثناء احتلال مصنع فيات، وفي مارس 1968 في روما أثناء معركة فالّي جوليا.
كانت الاندياني ميتروبوليتاني (الهنود الحضريون) جزءا صغيرا ناشطا في حركات تظاهر اليسار المتطرف الإيطالي بين عامي 1976 و1977، أثناء ما يسمى «أعوام الرصاص». وقد كانوا هم الجناح الخلّاق لهذه الحركة. رسم أعضاؤها على وجوههم رسوما مثل تلك الخاصة بالأمريكيين الأصليين أثناء حروبهم، وارتدوا ملابسا كملابس الهيبيز. وقد كان تركيزهم منصبا على تعاضدهم معا، وتلقائيتهم، وعلى الفنون (خصوصا الموسيقى). كانت هذه الجماعة نشطة في روما أثناء احتلال جامعة لا سابينزا عام 1977.
ابتداء من عام 1979، نجحت الدولة في مقاضاة الحركة الاستقلالية، واتهمتها بحماية السرايا الحمراء التي اختطفت واغتالت ألدو مورو. وقد اعتقل 12000 ناشط يساري متطرف، هرب منهم 600، من بينهم 300 ذهبوا إلى فرنسا، و200 إلى أمريكا الجنوبية.
كانت جماعة بزّات العمل البيضاء حركة إيطالية اجتماعية، نشطة منذ عام 1994 وحتى 2001. ارتدى نشطاء الحركة بطانات من أجل حماية أجسادهم من ضربات الشرطة، ومن اجل الهجوم على صفوف الشرطة، ومن اجل السير جنبا إلى جنب في كتل كبيرة بغرض الحماية المتبادلة أثناء التظاهرات. كانت الحركة قد وصلت إلى ذروتها أثناء التظاهرات المناهضة لمجموعة الثمانية بإيطاليا، في يوليو 2001، وذلك بخروج ما يقدر بعشرة آلاف من المتظاهرين في كتلة واحدة من مرتدي البطانات، ومن السخرية أن ذلك حدث بعد قرار جماعي منهم بعدم الذهاب بالبزات البيضاء.